# Magnet (Allier)
Pour les articles homonymes, voir Magnet.
Magnet est une commune française située dans le département de l'Allier, en région Auvergne-Rhône-Alpes. Elle fait partie de l'aire d'attraction de Vichy.
Magnet s'enorgueillit d'être le premier village électrifié de France.

## Géographie

### Localisation
La commune de Magnet est située au sud-est du département de l'Allier et au nord de la communauté d'agglomération Vichy Communauté.
Saint-Pourçain-sur-Sioule, bureau centralisateur du canton auquel appartient Magnet depuis 2015, est située à 18,8 km à l'ouest-nord-ouest, bien plus éloignée que Varennes-sur-Allier, à 12,7 km au nord-ouest, ou Vichy, à 11,2 km au sud-ouest. Toutes ces distances sont indiquées à vol d'oiseau.
Sept communes sont limitrophes de Magnet :
| Saint-Félix | Saint-Gérand-le-Puy | Périgny               |
|             | Magnet              | Billezois             |
| Seuillet    | Bost                | Saint-Étienne-de-Vicq |

### Géologie et relief
La commune s'étend sur 1 272 hectares ; son altitude varie entre 274 et 366 mètres.

### Hydrographie
La commune est traversée par le ruisseau du Jacquelin, long de 7,4 km, sous-affluent du Mourgon se jetant dans l'Allier, et par son sous-affluent, l'Arnaison (5,7 km de long).

### Climat
Pour des articles plus généraux, voir Climat d'Auvergne-Rhône-Alpes et Climat de l'Allier.
En 2010, le climat de la commune est de type climat océanique dégradé des plaines du Centre et du Nord, selon une étude du CNRS s'appuyant sur une série de données couvrant la période 1971-2000. En 2020, Météo-France publie une typologie des climats de la France métropolitaine dans laquelle la commune est dans une zone de transition entre le climat océanique altéré et le climat de montagne ou de marges de montagne et est dans la région climatique Centre et contreforts nord du Massif Central, caractérisée par un air sec en été et un bon ensoleillement.
Pour la période 1971-2000, la température annuelle moyenne est de 11,2 °C, avec une amplitude thermique annuelle de 16,5 °C. Le cumul annuel moyen de précipitations est de 814 mm, avec 10,4 jours de précipitations en janvier et 7,7 jours en juillet. Pour la période 1991-2020, la température moyenne annuelle observée sur la station météorologique de Météo-France la plus proche, « Vichy-Charmeil », sur la commune de Charmeil à 10 km à vol d'oiseau, est de 11,7 °C et le cumul annuel moyen de précipitations est de 769,1 mm,. Pour l'avenir, les paramètres climatiques de la commune estimés pour 2050 selon différents scénarios d'émission de gaz à effet de serre sont consultables sur un site dédié publié par Météo-France en novembre 2022.

## Urbanisme

### Typologie
Au 1er janvier 2024, Magnet est catégorisée commune rurale à habitat dispersé, selon la nouvelle grille communale de densité à 7 niveaux définie par l'Insee en 2022.
Elle est située hors unité urbaine. Par ailleurs la commune fait partie de l'aire d'attraction de Vichy, dont elle est une commune de la couronne,. Cette aire, qui regroupe 50 communes, est catégorisée dans les aires de 50 000 à moins de 200 000 habitants,.

### Occupation des sols

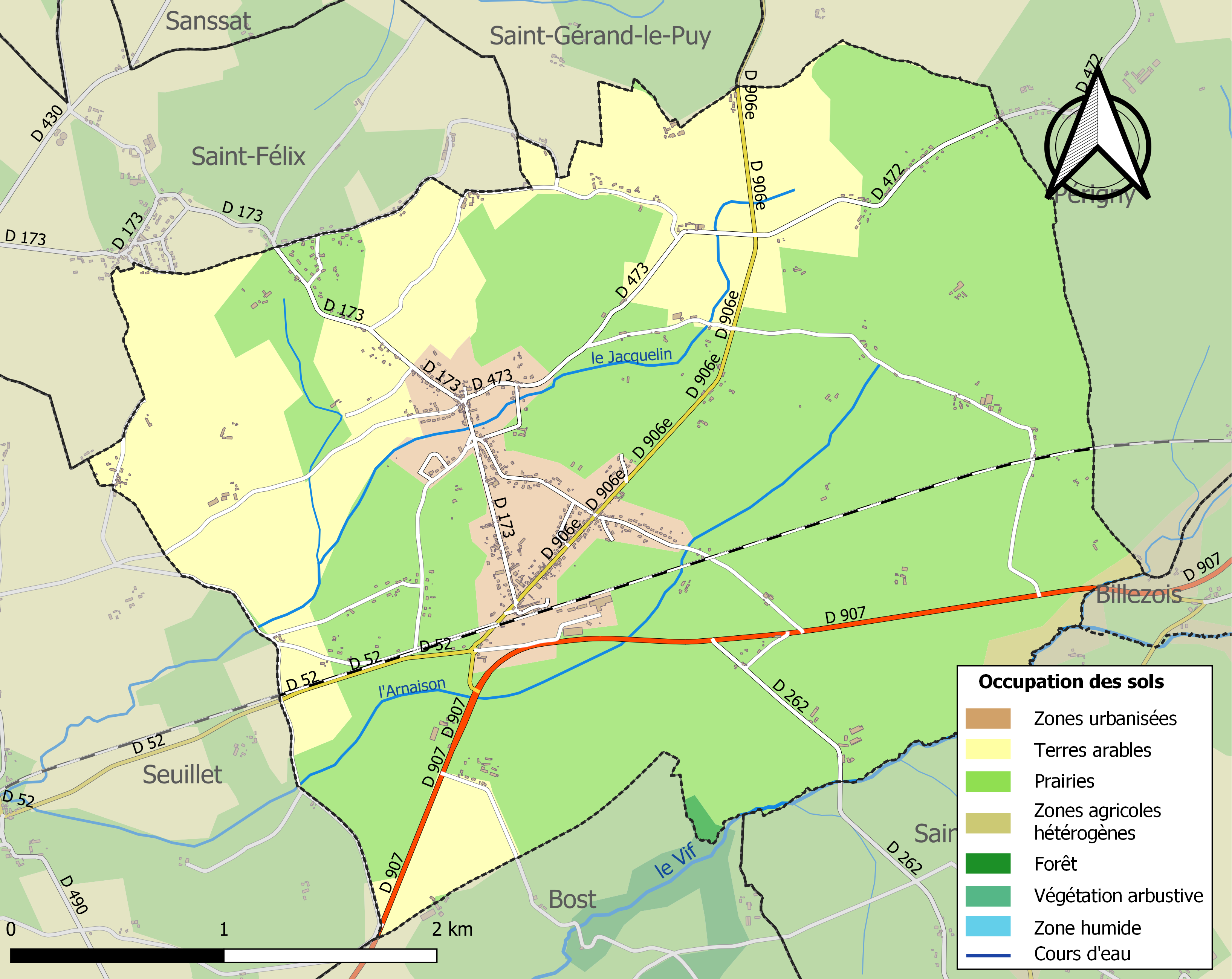
Carte des infrastructures et de l'occupation des sols de la commune en 2018 (CLC).

L'occupation des sols de la commune, telle qu'elle ressort de la base de données européenne d’occupation biophysique des sols Corine Land Cover (CLC), est marquée par l'importance des territoires agricoles (93 % en 2018), en diminution par rapport à 1990 (95,2 %). La répartition détaillée en 2018 est la suivante : prairies (66,3 %), terres arables (25,8 %), zones urbanisées (6,8 %), zones agricoles hétérogènes (0,9 %), forêts (0,2 %).
L'IGN met par ailleurs à disposition un outil en ligne permettant de comparer l’évolution dans le temps de l’occupation des sols de la commune (ou de territoires à des échelles différentes). Plusieurs époques sont accessibles sous forme de cartes ou photos aériennes : la carte de Cassini (XVIIIe siècle), la carte d'état-major (1820-1866) et la période actuelle (1950 à aujourd'hui).

### Morphologie urbaine
Magnet n'est rattachée à aucune unité urbaine. Elle dépend de l'aire urbaine, du bassin de vie et de la zone d'emploi de Vichy.
Sur les 1 272 hectares de superficie, 107,7 hectares sont occupés par l'habitat.

### Logement
En 2015, la commune comptait 429 logements, contre 388 en 2010. Parmi ces logements, 89,7 % étaient des résidences principales, 2,3 % des résidences secondaires et 7,9 % des logements vacants. Ces logements étaient pour 98,1 % d'entre eux des maisons individuelles et pour 1,4 % des appartements.
La proportion des résidences principales, propriétés de leurs occupants était de 83,4 %, en hausse sensible par rapport à 2010 (81,2 %). La part de logements HLM loués vides était de 2,6 % (contre 2,9 %).

### Voies de communication et transports

#### Voies routières
Le village est traversé par la route départementale 906E (anciennement route nationale 106 de Nîmes à Saint-Gérand-le-Puy par Vichy puis RD 906). Plus au sud, la route départementale 907 (ancienne route nationale 7C) relie le nord de l'agglomération de Vichy à Lapalisse.
Le territoire communal est également traversé par plusieurs autres routes départementales (RD), de desserte locale. La route départementale 173 relie le quartier de la gare (la gare de Saint-Gérand-le-Puy - Magnet est fermée) à Saint-Félix, village distant de trois kilomètres ; elle dessert le bourg. Elle comporte un embranchement, la RD 473, menant à Périgny, devenant la RD 472 au croisement avec la RD 906e.
Plus au sud, la RD 262 relie la RD 907 à Saint-Étienne-de-Vicq.

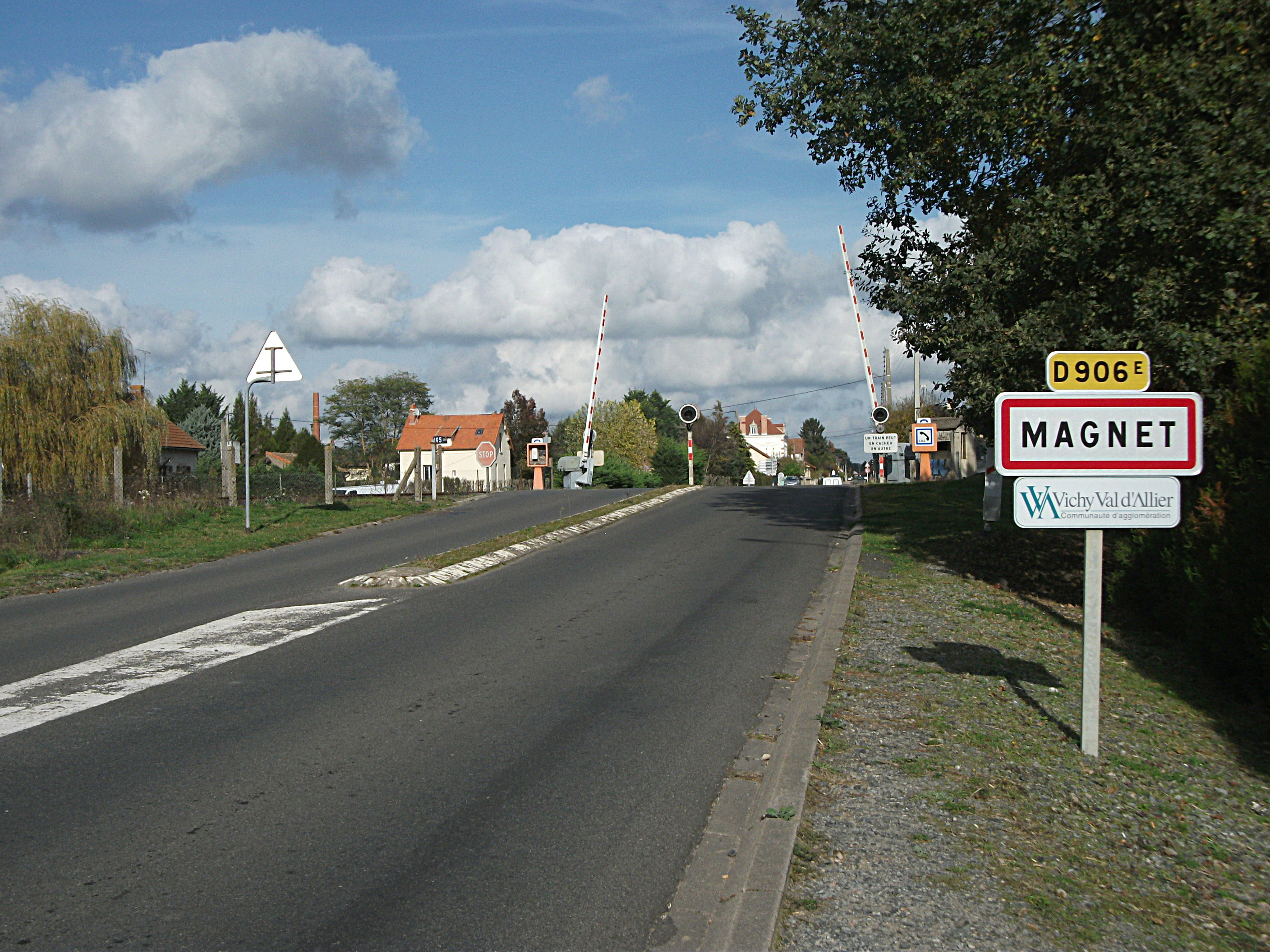
Entrée de Magnet par la route départementale 906E.
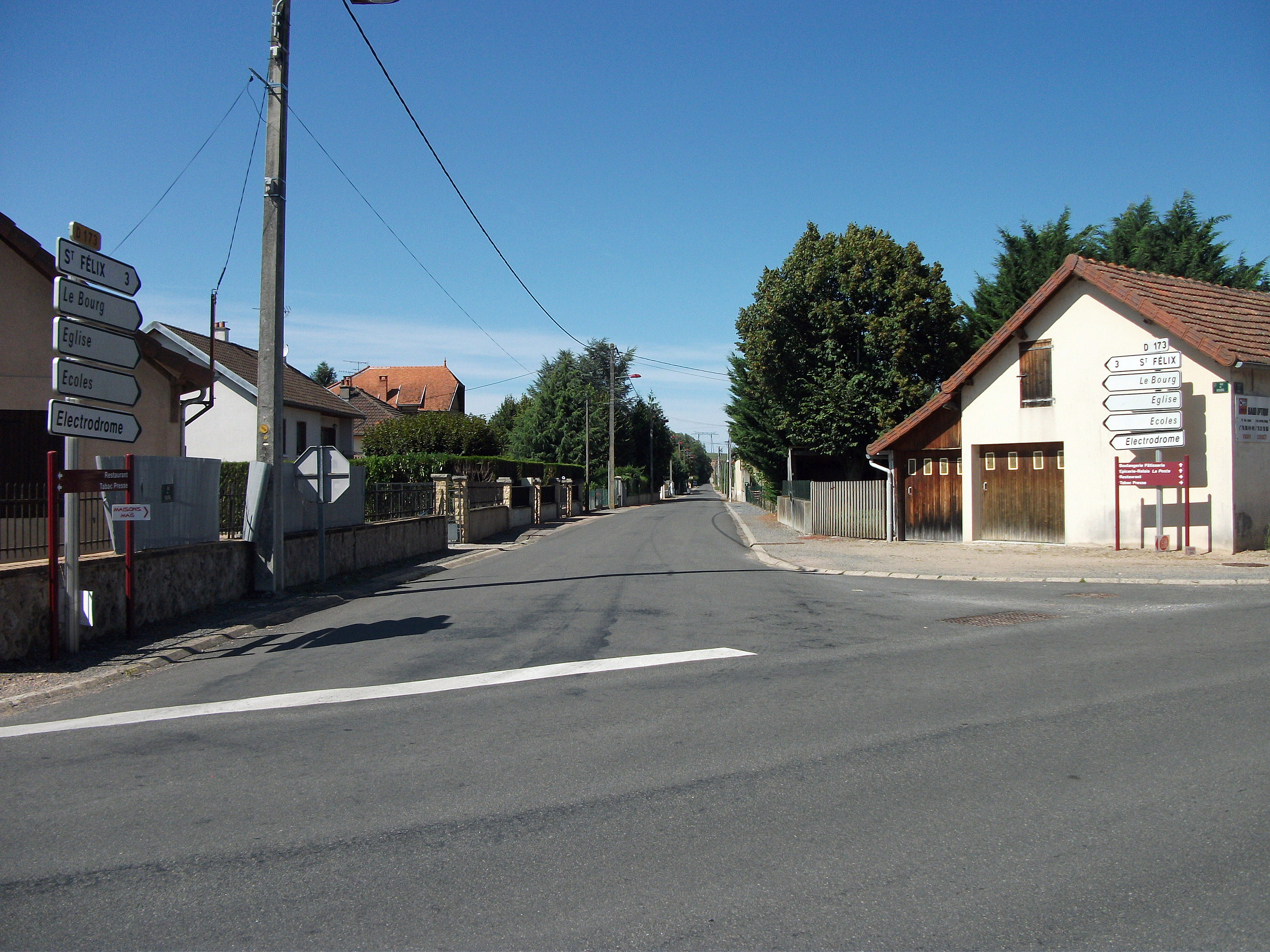
Route départementale 173 vers Saint-Félix.
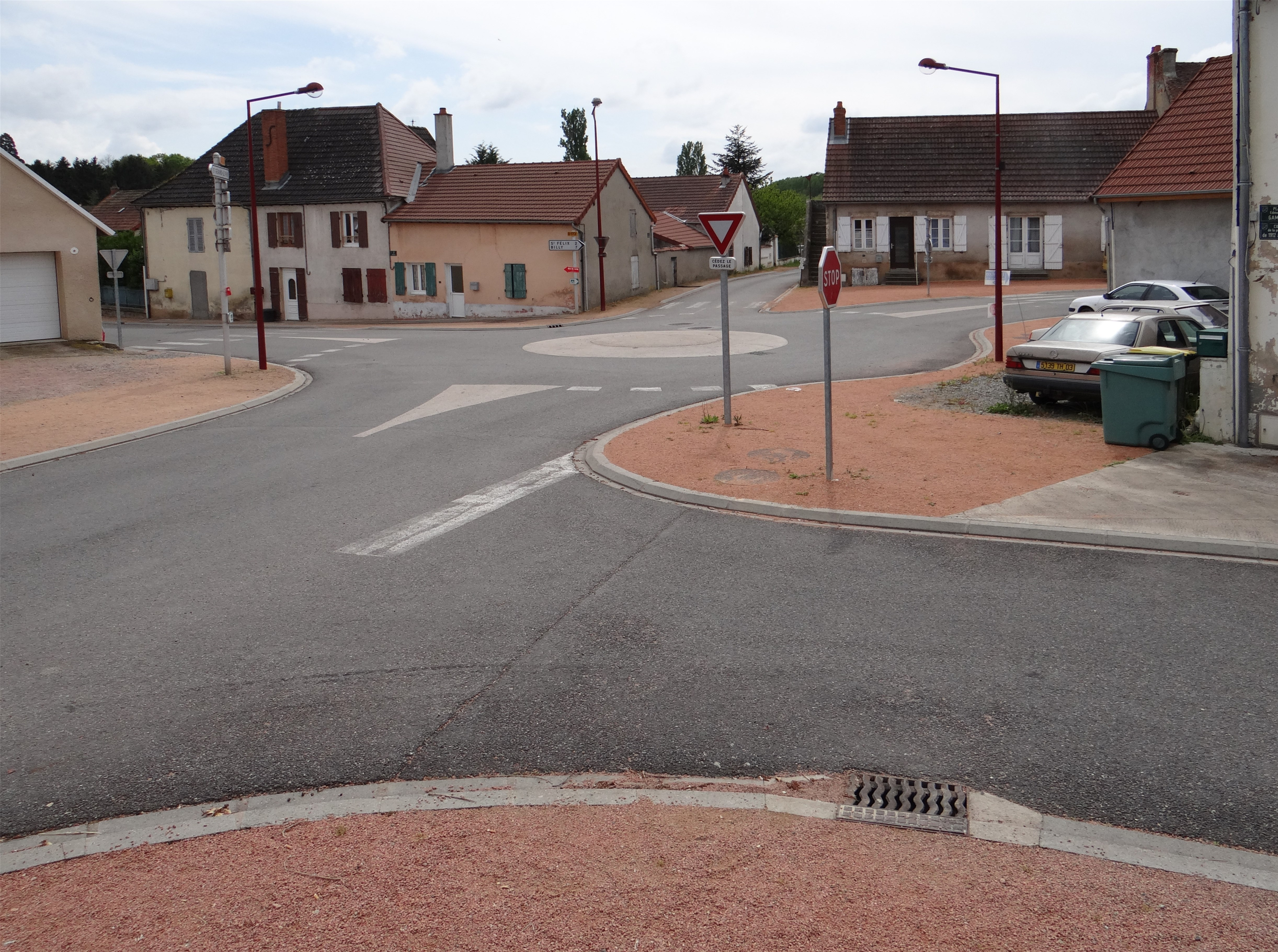
Place Edmond-Gamet.

#### Transports ferroviaires

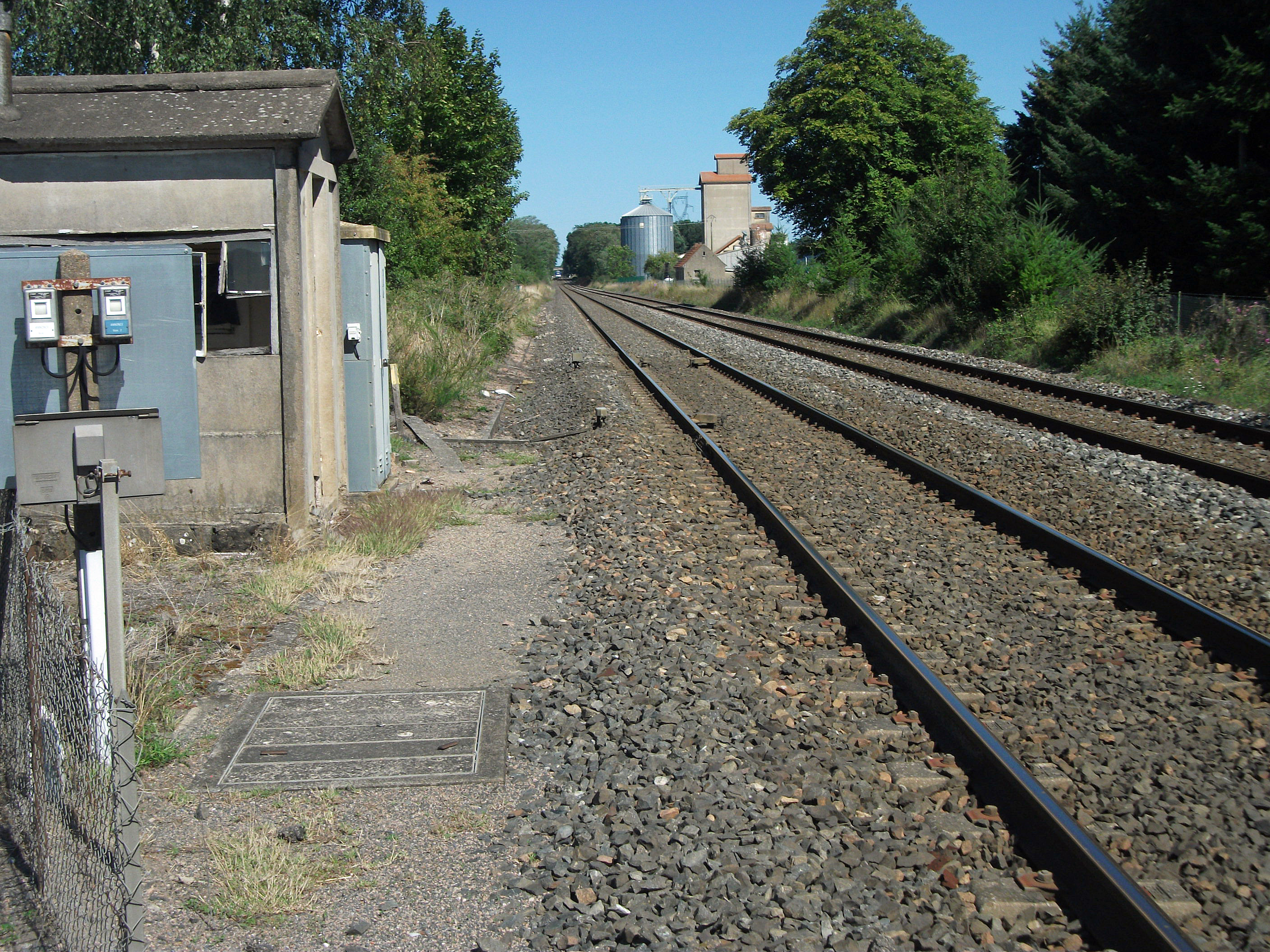
La voie ferrée vers Lyon.

La ligne de Moret - Veneux-les-Sablons à Lyon-Perrache traverse la commune de Magnet et coupe la route départementale 906E par un passage à niveau.
Magnet était l'une des six communes de la communauté d'agglomération de Vichy Val d'Allier à posséder une halte, aujourd'hui désaffectée. La gare la plus proche ouverte au service des voyageurs est située à Saint-Germain-des-Fossés, pour la desserte régionale, et à Vichy pour la desserte nationale.

### Risques naturels et technologiques
Le site Géorisques ne recense que deux risques pour la commune : séisme (zone de sismicité faible, niveau 2) et transport de matières dangereuses.
Magnet est concernée par le risque technologique « transport de matières dangereuses », par la voie routière (la route départementale 907 supportant un trafic supérieur à 5 000 véhicules par jour en 2011) et par la voie ferroviaire (ligne entre Saint-Germain-des-Fossés et Roanne empruntée par des trains de marchandises).
La commune n'a pas élaboré de DICRIM, ni de plan communal de sauvegarde.

## Politique et administration

### Découpage territorial
Magnet dépendait du district de Cusset en 1793 puis de l'arrondissement de Lapalisse (d'abord de La Palisse) de 1801 à 1941, le chef-lieu de cet arrondissement étant transféré à Vichy en 1941. Elle appartenait au canton de Saint-Germain-des-Fossés en 1793 puis à celui de Varennes-sur-Allier de 1793 à mars 2015 ; à la suite du redécoupage cantonal de 2014, la commune est rattachée au canton de Saint-Pourçain-sur-Sioule.

### Liste des maires
| Période                                  | Période                      | Identité            | Étiquette | Qualité                            |
| ---------------------------------------- | ---------------------------- | ------------------- | --------- | ---------------------------------- |
| Les données manquantes sont à compléter. |                              |                     |           |                                    |
| Modèle:Date-1983                         | mars 2014                    | René Triboulet      |           |                                    |
| mars 2014                                | mai 2020                     | Carole Fayolle      |           | Employée Conseillère communautaire |
| mai 2020                                 | En cours (au 8 juillet 2020) | Véronique Triboulet |           | Fonctionnaire territoriale         |

## Équipements et services publics

### Enseignement
Magnet dépend de l'académie de Clermont-Ferrand.
Les élèves commencent leur scolarité à l'école élémentaire publique de la commune. Ils la poursuivent au collège de Saint-Germain-des-Fossés puis au lycée Albert-Londres de Cusset.

### Justice
Magnet dépend de la cour d'appel de Riom, du tribunal de proximité de Vichy et des tribunaux judiciaire et de commerce de Cusset.

## Population et société

### Démographie
Les habitants de la commune sont appelés les Magnétois et les Magnétoises.

#### Évolution démographique
L'évolution du nombre d'habitants est connue à travers les recensements de la population effectués dans la commune depuis 1793. Pour les communes de moins de 10 000 habitants, une enquête de recensement portant sur toute la population est réalisée tous les cinq ans, les populations de référence des années intermédiaires étant quant à elles estimées par interpolation ou extrapolation. Pour la commune, le premier recensement exhaustif entrant dans le cadre du nouveau dispositif a été réalisé en 2005.

En 2022, la commune comptait 1 046 habitants, en évolution de +6,52 % par rapport à 2016 (Allier : −1,38 %, France hors Mayotte : +2,11 %).
| 1793 | 1800 | 1806 | 1821 | 1831 | 1836 | 1841 | 1846 | 1851 |
| ---- | ---- | ---- | ---- | ---- | ---- | ---- | ---- | ---- |
| 570  | 708  | 674  | 575  | 677  | 721  | 649  | 657  | 629  |

| 1856 | 1861 | 1866 | 1872 | 1876 | 1881 | 1886 | 1891 | 1896 |
| ---- | ---- | ---- | ---- | ---- | ---- | ---- | ---- | ---- |
| 747  | 648  | 692  | 684  | 672  | 664  | 654  | 651  | 617  |

| 1901 | 1906 | 1911 | 1921 | 1926 | 1931 | 1936 | 1946 | 1954 |
| ---- | ---- | ---- | ---- | ---- | ---- | ---- | ---- | ---- |
| 586  | 595  | 627  | 578  | 621  | 633  | 649  | 682  | 686  |

| 1962 | 1968 | 1975 | 1982 | 1990 | 1999 | 2005 | 2006 | 2010 |
| ---- | ---- | ---- | ---- | ---- | ---- | ---- | ---- | ---- |
| 733  | 722  | 611  | 592  | 656  | 694  | 736  | 741  | 860  |

| 2015 | 2020  | 2022  | - | - | - | - | - | - |
| ---- | ----- | ----- | - | - | - | - | - | - |
| 958  | 1 035 | 1 046 | - | - | - | - | - | - |

#### Pyramide des âges
En 2021, le taux de personnes d'un âge inférieur à 30 ans s'élève à 35,7 %, soit au-dessus de la moyenne départementale (29,0 %). À l'inverse, le taux de personnes d'âge supérieur à 60 ans est de 20,9 % la même année, alors qu'il est de 35,6 % au niveau départemental.
En 2021, la commune comptait 538 hommes pour 499 femmes, soit un taux de 51,88 % d'hommes, largement supérieur au taux départemental (47,97 %).
Les pyramides des âges de la commune et du département s'établissent comme suit :
| Hommes | Classe d’âge | Femmes |
| ------ | ------------ | ------ |
| 0,2    | 90 ou +      | 0,8    |
| 5,0    | 75-89 ans    | 4,0    |
| 16,8   | 60-74 ans    | 15,1   |
| 20,5   | 45-59 ans    | 19,9   |
| 22,2   | 30-44 ans    | 24,3   |
| 12,3   | 15-29 ans    | 13,3   |
| 23,1   | 0-14 ans     | 22,7   |

| Hommes | Classe d’âge | Femmes |
| ------ | ------------ | ------ |
| 1,2    | 90 ou +      | 3      |
| 10     | 75-89 ans    | 13,4   |
| 21,3   | 60-74 ans    | 22     |
| 20,6   | 45-59 ans    | 19,6   |
| 15,7   | 30-44 ans    | 15     |
| 15,6   | 15-29 ans    | 12,9   |
| 15,7   | 0-14 ans     | 14     |

### Sports et loisirs
La commune de Magnet a accueilli, du 5 au 7 juin 2023, les compétitions de cyclisme sur route des Jeux globaux de 2023.
Magnet possède une équipe de football, qui est une entente entre Magnet, Seuillet et Saint-Gérand-Le-Puy qui évolue en D4.
Il y a également un club de pétanque.
A ce titre les infrastructure nécessaire à la pratique de ces sport sont disponibles sur la commune.

## Économie

### Revenus de la population et fiscalité
En 2011, le revenu fiscal médian par ménage s'élevait à 30 877 €, ce qui plaçait Magnet au 14 270e rang des communes de plus de quarante-neuf ménages en métropole.

### Emploi
En 2015, la population âgée de quinze à soixante-quatre ans s'élevait à 609 personnes, parmi lesquelles on comptait 76,7 % d'actifs dont 69,1 % ayant un emploi et 7,6 % de chômeurs.
On comptait 129 emplois dans la zone d'emploi. Le nombre d'actifs ayant un emploi résidant dans la zone étant de 426, l'indicateur de concentration d'emploi est de 30,3 %, ce qui signifie que la commune offre moins d'un emploi par habitant actif.
380 des 426 personnes âgées de quinze ans ou plus (soit 89,2 %) sont des salariés. Seulement 12,9 % des actifs travaillent dans la commune de résidence.

### Entreprises
Au 31 décembre 2015, Magnet comptait 33 entreprises : sept dans l'industrie, six dans la construction, dix dans le commerce, le transport, l'hébergement et la restauration, cinq dans les services aux entreprises et cinq dans les services aux particuliers.
En outre, elle comptait 38 établissements.

### Agriculture
Au recensement agricole de 2010, la commune comptait 21 exploitations agricoles. Ce nombre est en faible diminution par rapport à 2000 (24) et à 1988 (25).
La superficie agricole utilisée sur ces exploitations était de 638 hectares en 2010, dont 327 ha sont allouées aux terres labourables et 310 ha sont toujours en herbe.

### Commerce
Magnet est rattachée au pôle de proximité de Saint-Germain-des-Fossés.
La base permanente des équipements de 2015 recense une épicerie, une boulangerie, un magasin d'articles de sports et de loisirs ainsi qu'un fleuriste.

### Tourisme
Au 1er janvier 2018, la commune ne comptait aucun hôtel, camping ou autre hébergement collectif.

## Culture et patrimoine

### Lieux et monuments
- Château de Noailly XVe siècle[36]. Inscrit MH (1933).

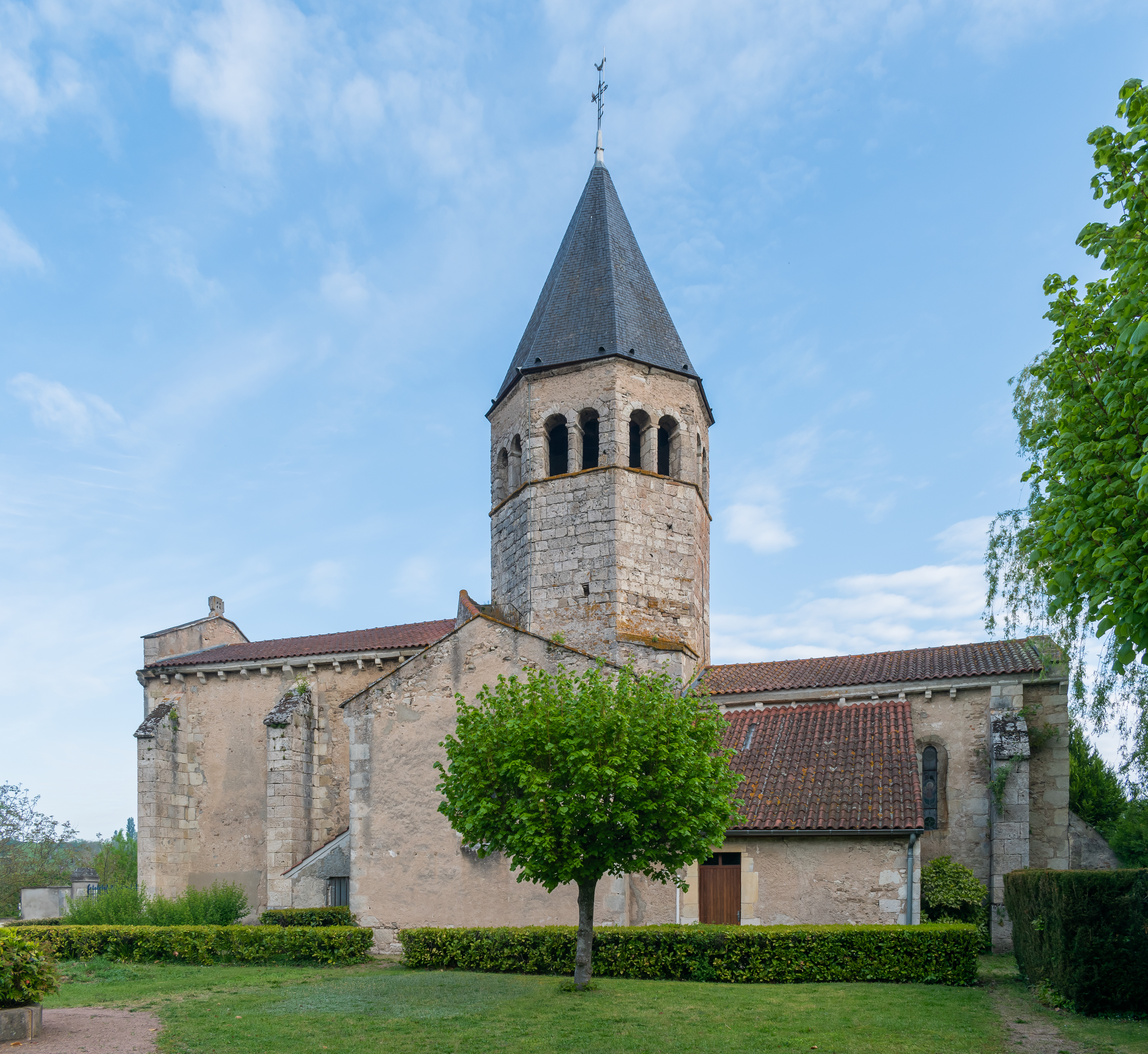
Église Saint-Vincent-de-Paul.

- Église Saint-Vincent-de-Paul de la fin du XIIe siècle, avec clocher octogonal, de style roman auvergnat, présence de hauts pignons, croix antéfixe qui domine la façade, chevet plat.
- Électrodrome, conservatoire et centre de ressources sur les applications de l'électricité dans la vie domestique. Le projet de l'Électrodrome est né en 1999, et ouvert au public en 2007 au sein du site Labaye. L'équipe de bénévoles présente au musée a restauré plus de mille objets, classés autour de cinq thèmes : électroménager et domestique, mesure de l'électricité, agriculture, artisanat, médical. Avec des objets datant de 1895, l'Électrodrome a une vocation de mémoire mais aussi d'innovation comme avec la domotique et les nouvelles technologies[37].

### Héraldique
|  | Les armes de la commune se blasonnent ainsi : Écartelé : au 1er d’azur à la tour d’argent ouverte ajourée et maçonnée de sable, au 2e de gueules à la tête de lion arrachée d’or, au 3e de gueules à la couronne de laurier d’or, au 4e d’azur à la chaîne brisée d’argent posée en barre. |